# Departamento Nacional de Infraestrutura de Transportes
O Departamento Nacional de Infraestrutura de Transportes (DNIT) é uma autarquia federal brasileira vinculada ao Ministério da Infraestrutura. Ele é submetido ao regime autárquico comum e foi criado pela Lei  nº 10.233 de 5 de junho de 2001, que reestruturou o sistema de transportes rodoviário, aquaviário e ferroviário do Brasil, extinguindo o antigo Departamento Nacional de Estradas de Rodagem (DNER). A sede do DNIT é em Brasília, no Distrito Federal. Atualmente, possui 26 unidades administrativas nos estados – as Superintendências Regionais.
A autarquia tem por objetivo implementar a política de infraestrutura de transportes terrestres e aquaviários, contribuindo para o desenvolvimento sustentável do país. Os recursos para a execução das obras são da União. Ou seja, o órgão é gestor e executor, sob a jurisdição do Ministério da Infraestrutura, das vias navegáveis, ferrovias e rodovias federais, instalações de vias de transbordo e de interface intermodal e instalações portuárias fluviais e lacustres.
O DNIT é responsável pela manutenção, ampliação, construção, fiscalização, e elaboração de estudos técnicos para a resolução de problemas relacionados ao Sistema Federal de Viação como também do tráfego multimodal de pessoas e bens, nos modais rodoviário, ferroviário e hidroviário.
Além disso, o DNIT, é o órgão da União competente para exercer as atribuições elencadas no art. 21 do Código de Trânsito Brasileiro: nas rodovias federais, ele é responsável pela aplicação de multas por excesso de peso e ou de velocidade, por meio dos postos de pesagem e das lombadas eletrônicas.
O DNIT tem como missão implementar a política de infraestrutura de transportes terrestres e aquaviários, contribuindo para o desenvolvimento sustentável do país.   
Tem como visão ser reconhecido até 2022 pela gestão de uma infraestrutura de transportes com padrões de excelência na América Latina. 

## Organização
O DNIT é administrado pelo diretor-geral e por mais seis diretores setoriais nomeados pelo Presidente da República, que integram a Diretoria Colegiada. 
Em 02 de março de 2023, a composição da Diretoria Colegiada era a seguinte:
- Diretor-Geral - Fabrício de Oliveira Galvão (Substituto)
- Diretor Executivo - Fabrício de Oliveira Galvão (Substituto)
- Diretor de Infraestrutura Rodoviária - Euclides Bandeira de Souza Neto
- Diretor de Planejamento e Pesquisa - Luiz Guilherme Rodrigues de Mello
- Diretora de Infraestrutura Aquaviária - Karoline Brasileiro Quirino Lemos
- Diretor de Infraestrutura Ferroviária - Eloi Angelo Palma Filho
- Diretora de Administração e Finanças - Fernanda Gimenez Machado Faé (Substituta)

As deliberações ocorrem por meio desta Diretoria e do Conselho Administrativo, que é composto por seis membros: secretário executivo do Ministério da Infraestrutura, Diretor-Geral do DNIT, dois representantes do Ministério da Infraestrutura e dois representantes do Ministério da Economia.
Em 02 de março de 2023, o Conselho Administrativo do DNIT tinha a seguinte composição:
- Presidente do Conselho de Administração - Vago
- Conselheiro Representante do Ministério dos Transportes - Euler José dos Santos
- Conselheiro Representante do Ministério da Infraestrutura - Leonardo Fonseca Freitas Marra
- Conselheiro Representante do Ministério da Economia - Anderson Zingler
- Conselheiro Representante do Ministério da Economia - Vago
- Conselheiro Representante do DNIT - Euclides Bandeira de Souza Neto

## Organograma do DNIT
O DNIT possui a seguinte hierarquia de subordinação, conforme o organograma abaixo:

## Competências do DNIT
Ao DNIT compete:
1. implementar, em sua esfera de atuação, a política estabelecida para a administração da infraestrutura do Sistema Federal de Viação, sob incumbência do Ministério da Infraestrutura, que compreende a operação, a manutenção, a restauração, a adequação de capacidade e a ampliação mediante construção de novas vias e terminais, de acordo com a legislação pertinente, as diretrizes estabelecidas na Lei nº 10.233, de 2001, e no seu Regulamento;
2. promover pesquisas e estudos experimentais nas áreas de engenharia de infraestrutura de transportes, considerando, inclusive, os aspectos referentes ao meio ambiente;
3. estabelecer padrões, normas e especificações técnicas para os programas de segurança operacional, sinalização, manutenção, restauração de vias, terminais e instalações para a elaboração de projetos e execução de obras viárias;
4. fornecer ao Ministério da Infraestrutura informações e dados para subsidiar a formulação dos planos gerais de outorga e de delegação dos segmentos da infraestrutura viária;
5. administrar diretamente, ou por meio de convênios de delegação ou cooperação, os programas de operação, manutenção, conservação, restauração e reposição de rodovias, ferrovias, vias navegáveis, eclusas ou outros dispositivos de transposição hidroviária de níveis em hidrovias situadas em corpos de águas de domínio da União, e instalações portuárias públicas de pequeno porte;
6. gerenciar, diretamente ou por meio de convênios de delegação ou de cooperação, projetos e obras de construção e ampliação de rodovias, ferrovias, vias navegáveis, eclusas ou outros dispositivos de transposição hidroviária de níveis em hidrovias situadas em corpos de água da União, e instalações portuárias públicas de pequeno porte, decorrentes de investimentos programados pelo Ministério da Infraestrutura e autorizados pelo Orçamento Geral da União - OGU;
7. participar de negociações de empréstimos com entidades públicas e privadas, nacionais e internacionais, para o financiamento de programas, projetos e obras de sua competência, sob a coordenação do Ministério da Infraestrutura;
8. contribuir para a preservação do patrimônio histórico e cultural do setor de transportes;
9. realizar programas de pesquisa e de desenvolvimento tecnológico, promovendo a cooperação técnica com entidades públicas e privadas;
10. manter intercâmbio com organizações de pesquisa e instituições de ensino, nacionais ou estrangeiras;
11. promover ações de prevenção e programas de segurança operacional de trânsito, com vistas à redução de acidentes, em articulação com órgãos e entidades setoriais;
12. elaborar o relatório anual de atividades e desempenho, destacando o cumprimento das políticas do setor, enviando-o ao Ministério da Infraestrutura;
13. elaborar o seu orçamento e proceder à execução financeira;
14. adquirir e alienar bens, adotando os procedimentos legais adequados para efetuar sua incorporação e desincorporação;
15. administrar pessoal, patrimônio, material e serviços gerais;
16. solicitar o licenciamento ambiental das obras e atividades executadas em sua esfera de competência;
17. organizar, manter atualizadas e divulgar as informações estatísticas relativas às atividades portuária, aquaviária, rodoviária e ferroviária sob sua administração;
18. estabelecer padrões, normas e especificações técnicas para os programas referentes a vias navegáveis, terminais e instalações portuárias públicas de pequeno porte;
19. declarar a utilidade pública de bens e propriedades a serem desapropriados, assim como para fins de servidão, para a implantação do Sistema Federal de Viação;
20. autorizar e fiscalizar a execução de projetos e programas de investimentos, no âmbito dos convênios de delegação ou de cooperação;
21. propor ao Ministro de Estado da Infraestrutura a definição da área física dos portos que lhe são afetos;
22. estabelecer critérios para elaboração de planos de desenvolvimento e zoneamento dos portos que lhe são afetos;
23. submeter anualmente ao Ministério da Infraestrutura a sua proposta orçamentária, nos termos da legislação em vigor, e as alterações orçamentárias que se fizerem necessárias no decorrer do exercício;
24. desenvolver estudos sobre transporte ferroviário ou multimodal envolvendo estradas de ferro;
25. projetar, acompanhar e executar, direta ou indiretamente, obras relativas a transporte ferroviário ou multimodal, envolvendo estradas de ferro do Sistema Federal de Viação, excetuadas aquelas relacionadas com os arrendamentos já existentes;
26. estabelecer padrões, normas e especificações técnicas para a elaboração de projetos e execução de obras viárias, relativas às estradas de ferro do Sistema Federal de Viação; e
27. aprovar projetos de engenharia cuja execução modifique a estrutura do Sistema Federal de Viação, observado o disposto no inciso XIX.

## Diretorias específicas singulares
O DNIT é composto por 4 diretorias específicas singulares, sendo elas:

### Diretoria de Planejamento e Pesquisa - DPP
À Diretoria de Planejamento e Pesquisa - DPP compete:
- Planejar, coordenar, supervisionar e executar ações relativas à gestão e à programação de investimentos anual e plurianual para a infraestrutura do Sistema Federal de Viação.

- Subsidiar o DNIT nos aspectos relacionados à sua participação na formulação dos planos gerais de outorgas dos segmentos da infraestrutura viária, coordenando o processo de planejamento estratégico do DNIT.
- Orientar as unidades do DNIT no planejamento e gerenciamento das suas atividades, propondo a política de gestão ambiental do DNIT e coordenar as atividades de meio ambiente nos empreendimentos de infraestrutura e operação dos transportes.

- Acompanhar e avaliar o desempenho das atividades do DNIT, promovendo pesquisas e estudos nas áreas de engenharia da infraestrutura de transportes, considerando, inclusive, os aspectos relativos ao meio ambiente, definindo padrões e normas técnicas para o desenvolvimento e controle de projetos e obras terrestres e aquaviárias.

- Planejar, promover, implementar e monitorar programas de desenvolvimento tecnológico e de capacitação técnica, subsidiando o Ministério dos Transportes na articulação com entidades públicas e privadas, nacionais e internacionais, para obter financiamento de programas, projetos e obras, bem como realizar programas de estudos e pesquisas.
- Organizar, manter e divulgar as informações estatísticas do setor de infraestrutura viária, gerenciar as ações para elaboração e análise de projetos de engenharia aquaviária, ferroviária e rodoviária e aprovar projetos de engenharia aquaviária, ferroviária e rodoviária.

A DPP é composta das seguintes Coordenações:
Coordenação-Geral de Planejamento e Programação de Investimentos - CGPLAN
- Coordenação de Planejamento
- Coordenação de Levantamentos para Planejamento
- Coordenação de Avaliação de Viabilidade e Desempenho

Coordenação-Geral de Desenvolvimento de Projetos - CGDESP
- Coordenação de Desenvolvimento e Acompanhamento
- Coordenação de Projetos de Infraestrutura
- Coordenação de Projetos de Estruturas

Coordenação-Geral de Meio Ambiente - CGMAB
- Coordenação de Estudos e Projetos Ambientais
- Coordenação de Acompanhamento Ambiental e Obras e Serviços
- Coordenação de Regularização e Informação Ambiental

Coordenação-Geral de Desapropriação e Reassentamento - CGDR
- Coordenação de Desapropriação
- Coordenação de Reassentamento

Coordenação-Geral de Custos de Infraestrutura
Coordenação-Geral do Instituto de Pesquisas em Transportes (antigo Instituto de Pesquisas Rodoviárias – IPR)
Coordenação-Geral do Instituto Nacional de Pesquisas Hidroviárias

### Diretoria de Infraestrutura Aquaviária - DAQ
À DAQ compete a gestão, manutenção, ampliação, modernização, construção, fiscalização das hidrovias, instalações portuárias públicas de pequeno porte – IP4 e eclusas. Além disso, é responsável por intervenções estruturantes nos portos organizados nacionais.
O DNIT é responsável por atuar na malha hidroviária constante no Sistema Nacional de Viação – SNV (Lei n. 12.379/2011). A malha priorizada, dentre as 26 hidrovias, apresenta extensão aproximada de 19.000 km, dos quais 14.000 km possuem maior relevância e importância para o transporte de carga e passageiros, sendo assim, contemplam os atuais e futuros investimentos e manutenções a cargo do DNIT. 
As vias navegáveis nacionais possuem uma relevância enorme no transporte brasileiro. Essas são responsáveis por escoar diversos tipos de mercadorias (commodities) em grandes quantidades, e necessitam de obras de dragagem recorrentes a fim de garantir a segurança e navegabilidade das embarcações. As dragagens, seja com o objetivo de manutenção ou de melhoramento do canal de navegação, impactam positivamente para o desenvolvimento ao contribuir para a segurança, redução dos custos logísticos e incentivo do transporte multimodal, permitindo que embarcações de maior porte acessem a infraestrutura portuária para embarque e desembarque, aumentando a competitividade da importação, exportação e cabotagem.
A DAQ é composta das seguintes Coordenações:
Coordenação-Geral de Operações Aquaviárias
- Coordenação de Operações de Infraestrutura Aquaviária
- Coordenação de Operações de Eclusas e Barragens
- Coordenação de Patrimônio Aquaviário

Coordenação-Geral de Obras Aquaviárias
- Coordenação de Obras em Vias Navegáveis
- Coordenação de Obras em Infraestrutura Portuária
- Coordenação de Manutenção e Serviços Aquaviários

### Diretoria de Infraestrutura Rodoviária - DIR
A Diretoria de Infraestrutura Rodoviária é responsável pela manutenção, recuperação e construção de vias de transportes interurbanas federais.
A DIR é composta das seguintes Coordenações:
Coordenação-Geral de Construção Rodoviária
- Coordenação de Obras Rodoviárias
- Coordenação de Contratos e Convênios
- Coordenação de Acompanhamento de Obras

Coordenação-Geral de Manutenção e Restauração Rodoviária
- Coordenação de Programação e Serviços
- Coordenação de Manutenção de Estruturas e Contenções
- Coordenação de Engenharia de Trânsito

Coordenação-Geral de Operações Rodoviárias
- Coordenação de Operações
- Coordenação de Multas e Educação para o Trânsito

### Diretoria de Infraestrutura Ferroviária - DIF
A malha ferroviária brasileira começou a ser implantada em 1854, com a construção da Estrada de Ferro Mauá, no Rio de Janeiro. A partir daí, chegou a ter cerca de 37.000 km, na década de 1950. A Rede Ferroviária Federal, criada em 1957, operou por mais de 40 anos, até ser liquidada em 1999. Com a realização de concessões, a malha da extinta RFFSA passou a ser operada por empresas privadas e o patrimônio da estatal foi transferido para o DNIT.
A Diretoria de Infraestrutura Ferroviária do DNIT tem por atribuição a realização de obras na malha ferroviária sob sua responsabilidade, em especial aquelas destinadas à eliminação de conflitos entre ferrovias e vias urbanas, os quais foram estudados no escopo do PROSEFER – Programa Nacional de Segurança Ferroviária em Áreas Urbanas. As obras podem ser realizadas por contratação direta pelo DNIT ou por meio de convênios com municípios e estados.
Para a realização de projetos e obras ferroviárias, foram desenvolvidas normas e recomendações que foram apresentadas ao público sob a forma de Procedimentos, Especificações e Instruções de Serviço Ferroviários. Para o auxílio na compreensão destes documentos, foi elaborado um Glossário de Termos Ferroviários.
Outra atividade importante desta Diretoria está relacionada à gestão do patrimônio ferroviário transferido da extinta RFFSA, compreendendo ativos operacionais e não operacionais.
Por fim, esta Diretoria tem desenvolvido, com a participação de entidades públicas e privadas do setor ferroviário, diversas atividades visando a criação de um Instituto de Pesquisas voltado exclusivamente para o setor: o INPF – Instituto Nacional de Pesquisas Ferroviárias.
A DIF é composta pelas seguintes Coordenações:
Coordenação-Geral de Obras Ferroviárias
- Coordenação de Construção Ferroviária
- Coordenação de Acompanhamento e Controle

Coordenação-Geral de Patrimônio Ferroviário
- Coordenação de Patrimônio
- Coordenação de Manutenção

## Superintendências Regionais
O DNIT possui 26 Superintendências Regionais (SR), garantindo a sua presença em todas as unidades da federação.
Subordinadas às SRs estão um total de 122 Unidades Locais (UL), responsáveis por exercer as atividades da Autarquia nas jurisdições de sua atuação, sendo distribuidas da seguinte forma: 21 ULs na Região Norte; 39 UL na Região Nordeste; 20 ULs na Região Centro-Oeste; 23 ULs na Região Sudeste; 19 ULs na Região Sul.
| Nº | UF                       | Sede da SR     | Nome                                                              | Superintendente (em 19/04/2023)      |
| -- | ------------------------ | -------------- | ----------------------------------------------------------------- | ------------------------------------ |
| 1  | Acre                     | Rio Branco     | Superintendência do DNIT no Estado do Acre                        | Carlos Henrique de Assis Morais      |
| 2  | Alagoas                  | Maceió         | Superintendência do DNIT no Estado de Alagoas                     | André Paes Cerqueira de França       |
| 3  | Amapá                    | Macapá         | Superintendência do DNIT no Estado do Amapá                       | Gustavo Defilippo                    |
| 4  | Amazonas                 | Manaus         | Superintendência do DNIT no Estado do Amazonas                    | Luciano Moreira de Sousa Filho       |
| 5  | Bahia                    | Salvador       | Superintendência do DNIT no Estado da Bahia                       | Amauri Sousa Lima                    |
| 6  | Ceará                    | Fortaleza      | Superintendência do DNIT no Estado do Ceará                       | Thiago Borges Pitombeira             |
| 7  | Espírito Santo           | Vitória        | Superintendência do DNIT no Estado do Espírito Santo              | Romeu Scheibe Neto                   |
| 8  | Goiás e Distrito Federal | Goiânia        | Superintendência do DNIT no Estado de Goiás e no Distrito Federal | Isabela Arantes de Melo Veloso       |
| 9  | Maranhão                 | São Luís       | Superintendência do DNIT no Estado do Maranhão                    | Glauco Henrique Ferreira da Silva    |
| 10 | Mato Grosso              | Cuiabá         | Superintendência do DNIT no Estado do Mato Grosso                 | Antônio Gabriel Oliveira dos Santos  |
| 11 | Mato Grosso do Sul       | Campo Grande   | Superintendência do DNIT no Estado do Mato Grosso do Sul          | Euro Nunes Varanis Júnior            |
| 12 | Minas Gerais             | Belo Horizonte | Superintendência do DNIT no Estado de Minas Gerais                | Luís Carlos Magalhães Guerra         |
| 13 | Pará                     | Belém          | Superintendência do DNIT no Estado do Pará                        | Marcelo Costa Sortica de Souza       |
| 14 | Paraíba                  | João Pessoa    | Superintendência do DNIT no Estado da Paraíba                     | Cacildo de Medeiros Brito Cavalcante |
| 15 | Paraná                   | Curitiba       | Superintendência do DNIT no Estado do Paraná                      | Christiano Schineider Machado        |
| 16 | Pernambuco               | Recife         | Superintendência do DNIT no Estado de Pernambuco                  | Leandro Miranda Teixeira             |
| 17 | Piauí                    | Teresina       | Superintendência do DNIT no Estado do Piauí                       | José Ribamar Bastos                  |
| 18 | Rio de Janeiro           | Rio de Janeiro | Superintendência do DNIT no Estado do Rio de Janeiro              | Thiago Carim Bucker                  |
| 19 | Rio Grande do Norte      | Natal          | Superintendência do DNIT no Estado do Rio Grande do Norte         | Eider Gomes de Azevedo Rocha         |
| 20 | Rio Grande do Sul        | Porto Alegre   | Superintendência do DNIT no Estado do Rio Grande do Sul           | Hiratan Pinheiro da Silva            |
| 21 | Rondônia                 | Porto Velho    | Superintendência do DNIT no Estado de Rondônia                    | André Lima dos Santos                |
| 22 | Roraima                  | Boa Vista      | Superintendência do DNIT no Estado de Roraima                     | Arlene Maria Lamego da Silva Campos  |
| 23 | Santa Catarina           | Florianópolis  | Superintendência do DNIT no Estado de Santa Catarina              | Alysson Rodrigo de Andrade           |
| 24 | São Paulo                | São Paulo      | Superintendência do DNIT no Estado de São Paulo                   | Peterson Ruan Aiello do Couto Ramos  |
| 25 | Sergipe                  | Aracaju        | Superintendência do DNIT no Estado de Sergipe                     | Alexandro Monteiro da Cunha          |
| 26 | Tocantins                | Palmas         | Superintendência do DNIT no Estado do Tocantins                   | Flávio Ferreira Assis                |

## Diretores do DNIT
| Nº | Nome do Diretor                    | Mandato (em 02/03/2023) | Mandato (em 02/03/2023) | Ministro                               | Presidente                |
| Nº | Nome do Diretor                    | Início                  | Final                   | Ministro                               | Presidente                |
| -- | ---------------------------------- | ----------------------- | ----------------------- | -------------------------------------- | ------------------------- |
| 1  | Francisco de Paula Magalhães Gomes | 18 de fevereiro de 2002 | 21 de abril de 2002     | Alderico Lima (interino)               | Fernando Henrique Cardoso |
| 2  | Antônio Machado Bastos             | 22 de abril de 2002     | 13 de maio de 2002      | João Henrique de Almeida Sousa         | Fernando Henrique Cardoso |
| 3  | Luiz Francisco Silva Marcos        | 14 de maio de 2002      | 20 de janeiro de 2003   | João Henrique de Almeida Sousa         | Fernando Henrique Cardoso |
| 4  | Ilizeu Real Júnior                 | 21 de janeiro de 2003   | 08 de maio de 2003      | Anderson Adauto                        | Luiz Inácio Lula da Silva |
| 5  | José Antonio Silva Coutinho        | 09 de maio de 2003      | 11 de fevereiro de 2004 | Anderson Adauto                        | Luiz Inácio Lula da Silva |
| 6  | Ricardo José Santa Cecília Correa  | 12 de fevereiro de 2004 | 26 de maio de 2004      | Anderson Adauto                        | Luiz Inácio Lula da Silva |
| 7  | Alexandre Silveira de Oliveira     | 27 de maio de 2004      | 22 de dezembro de 2005  | Anderson Adauto                        | Luiz Inácio Lula da Silva |
| 8  | Mauro Barbosa da Silva             | 23 de dezembro de 2005  | 03 de outubro de 2007   | Alfredo Nascimento                     | Luiz Inácio Lula da Silva |
| 9  | Luiz Antônio Pagot                 | 04 de outubro de 2007   | 26 de julho de 2011     | Alfredo Nascimento                     | Luiz Inácio Lula da Silva |
| 10 | José Henrique Coelho Sadok de Sá   | 27 de julho de 2011     | 01 de agosto de 2011    | Paulo Sérgio Passos                    | Dilma Roussef             |
| 11 | Luiz Heleno Albuquerque Filho      | 03 de agosto de 2011    | 01 de setembro de 2011  | Paulo Sérgio Passos                    | Dilma Roussef             |
| 12 | Jorge Ernesto Pinto Fraxe          | 02 de setembro de 2011  | 21 de setembro de 2014  | Paulo Sérgio Passos                    | Dilma Roussef             |
| 13 | Tarcísio Gomes de Freitas          | 22 de setembro de 2014  | 16 de janeiro de 2015   | Paulo Sérgio Passos                    | Dilma Roussef             |
| 14 | Adailton Cardoso Dias              | 17 de janeiro de 2015   | 28 de abril de 2015     | Antônio Carlos Rodrigues               | Dilma Roussef             |
| 15 | Valter Casimiro Silveira           | 29 de abril de 2015     | 03 de abril de 2018     | Antônio Carlos Rodrigues               | Dilma Roussef             |
| 16 | Halpher Luiggi Mônico Rosa         | 04 de abril de 2018     | 13 de abril de 2018     | Valter Casimiro Silveira               | Michel Temer              |
| 17 | José da Silva Tiago                | 14 de abril de 2018     | 13 de janeiro de 2019   | Valter Casimiro Silveira               | Michel Temer              |
| 18 | Antônio Leite dos Santos Filho     | 14 de janeiro de 2019   | 17 de janeiro de 2023   | Tarcísio Gomes de Freitas              | Jair Bolsonaro            |
| 19 | Euclides Bandeira de Souza Neto    | 18 de janeiro de 2023   | 16 de janeiro de 2023   | José Renan Vasconcelos Calheiros Filho | Luiz Inácio Lula da Silva |
| 20 | Fabrício de Oliveira Galvão        | 17 de fevereiro de 2023 | até o momento           | José Renan Vasconcelos Calheiros Filho | Luiz Inácio Lula da Silva |